# Bistum Nkongsamba
Das Bistum Nkongsamba (lat.: Dioecesis Nkongsambensis) ist eine in Kamerun gelegene römisch-katholische Diözese mit Sitz in Nkongsamba. 

## Geschichte
Papst Pius X. gründete die Apostolische Präfektur Adamaua am 28. April 1914 aus Gebietsabtretungen des Apostolischen Vikariats Khartum. Am 11. Juni 1923 nahm sie den Namen, Apostolische Präfektur Foumban, an. Mit der Bulle Quo apostolicae wurde sie am 28. Mai 1934 in den Rang eines Apostolischen Vikariats erhoben. 
Mit der Apostolischen Konstitution Dum tantis wurde sie am 14. September 1955 in den Rang eines Bistums erhoben, das dem Erzbistum Yaoundé als Suffraganbistum unterstellt wurde. Am 18. März 1982 wurde es Teil der neuen Kirchenprovinz des Erzbistums Douala.
Teile seines Territoriums verlor es zugunsten der Errichtung folgender Bistümer:
- 28. Mai 1940 an die Apostolische Präfektur Berbérati;
- 28. April 1942 an die Apostolische Präfektur Niamey;
- 9. Januar 1947	an die Apostolische Präfektur Garoua;
- 9. Januar 1947	an die Apostolische Präfektur Fort-Lamy;
- 5. Februar 1970 an das Bistum Bafoussam;
- 26. Mai 2012 an das Bistum Bafang.

## Ordinarien

### Apostolische Präfekten von Adamaua
- Gerhard Lennartz SCI (29. April 1914–1919)
- Joseph Donatien Plissonneau SCI (7. Februar 1920 – 11. Juni 1923)

### Apostolische Präfekten von Foumban
- Joseph Donatien Plissonneau SCI (11. Juni 1923–1930)
- Paul Bouque SCI (28. Oktober 1930 – 28. Mai 1934)

### Apostolischer Vikar von Foumban
- Paul Bouque SCI (28. Mai 1934 – 14. September 1955)

### Bischöfe von Nkongsamba
- Paul Bouque SCI (14. September 1955 – 16. Juni 1964)
- Albert Ndongmo (16. Juni 1964 – 29. Januar 1973)
- Thomas Nkuissi (15. November 1978 – 21. November 1992)
- Dieudonné Watio (1. April 1995 – 5. März 2011, dann Bischof von Bafoussam)
- Dieudonné Espoir Atangana (seit 26. Mai 2012)

## Statistik
| Jahr | Bevölkerung | Bevölkerung | Bevölkerung | Priester     | Priester         | Priester       | Priester               | Ständige Diakone | Ordensleute  | Ordensleute      | Pfarreien |
| Jahr | Katholiken  | Einwohner   | %           | Gesamtanzahl | Diözesanpriester | Ordenspriester | Katholiken je Priester | Ständige Diakone | Ordensbrüder | Ordensschwestern | Pfarreien |
| ---- | ----------- | ----------- | ----------- | ------------ | ---------------- | -------------- | ---------------------- | ---------------- | ------------ | ---------------- | --------- |
| 1970 | 104.882     | 508.000     | 20,6        | 45           | 21               | 24             | 2.330                  |                  | 52           | 58               | 27        |
| 1980 | 182.292     | 365.000     | 49,9        | 42           | 24               | 18             | 4.340                  |                  | 37           | 38               | 33        |
| 1990 | 270.650     | 663.500     | 40,8        | 52           | 43               | 9              | 5.204                  |                  | 20           | 47               | 50        |
| 1999 | 315.000     | 896.115     | 35,2        | 68           | 60               | 8              | 4.632                  |                  | 28           | 47               | 40        |
| 2000 | 315.000     | 896.115     | 35,2        | 74           | 65               | 9              | 4.256                  |                  | 29           | 47               | 40        |
| 2001 | 316.632     | 897.908     | 35,3        | 76           | 65               | 11             | 4.166                  |                  | 14           | 15               | 40        |
| 2002 | 319.170     | 908.867     | 35,1        | 78           | 65               | 13             | 4.091                  |                  | 16           | 24               | 56        |
| 2003 | 310.817     | 994.833     | 31,2        | 79           | 69               | 10             | 3.934                  |                  | 15           | 53               | 51        |
| 2004 | 319.549     | 667.268     | 47,9        | 75           | 66               | 9              | 4.260                  |                  | 15           | 51               | 52        |